# La Rustica
La Rustica è la zona urbanistica 7D del Municipio Roma V di Roma Capitale. Si estende sulla zona Z. VIII Tor Sapienza e, in minor parte, sulla zona Z. IX Acqua Vergine.
È situata a est della capitale, internamente e a ridosso del Grande Raccordo Anulare e l'A24 Strada dei Parchi.

## Geografia fisica

### Territorio
La zona confina:
- a nord con la zona urbanistica 5F Tor Cervara
- a est con la zona urbanistica 8D Acqua Vergine
- a sud con la zona urbanistica 7H Omo
- a ovest con la zona urbanistica 7C Tor Sapienza

## Storia
L'area in cui oggi sorge il quartiere La Rustica ha una storia antica e stratificata. La prima menzione del nome Rustica risale al 1217, in una bolla di papa Onorio III, quando il territorio era un feudo dei baroni De Rusticis. 
Tuttavia, le sue origini risalgono a epoche molto più remote, come confermano i numerosi ritrovamenti archeologici.
Le recenti indagini archeologiche condotte tra il 2009 e il 2012 hanno permesso di identificare in questa zona l’antica Collatia, un insediamento del Latium Vetus situato lungo la via Collatina. In passato, si ipotizzava che Collatia corrispondesse alla località di Lunghezza, ma le scoperte effettuate nei pressi di La Rustica – tra via Costi, via Amarilli, via Naide e via Nerina, nel parco Fabrizio Montagna – hanno rivelato tratti di mura in blocchi squadrati di tufo, databili tra l’età tardo-arcaica e quella repubblicana, e una vasta necropoli con oltre 418 tombe a fossa.
Collatia è menzionata anche dallo storico Tito Livio, che narra come la città fosse inizialmente sotto il controllo dei Sabini, di Albalonga, e successivamente conquistata dal re romano Anco Marzio nel VII secolo a.C. Secondo la leggenda, proprio a Collatia viveva Lucrezia, la nobildonna il cui suicidio, in seguito alla violenza subita da Sesto Tarquinio, figlio dell'ultimo re di Roma Tarquinio il Superbo, scatenò la rivolta che portò alla fine della monarchia e alla nascita della Repubblica Romana.
Un altro importante ritrovamento archeologico ha portato alla luce, quello che inizialmente si pensava potesse erroneamente essere, la città di Caenina, un villaggio fortificato sulla balza di tufo tra via Amarilli e via Nerina, una delle città coinvolte nel conflitto seguito al ratto delle Sabine, così però non fu, in quanto con gli scavi seguenti si ricondussero i reperti alla città sabina di Collatia,  mentre la città di Caenina si ipotizza potesse sorgere nei pressi dell'attuale Ponte Mammolo. 
Nel 2010, durante i lavori per la complanare all'autostrada A24, sono state scoperte oltre 300 sepolture risalenti all'VIII-VII secolo a.C., tra cui due tombe contenenti resti di bighe in ottimo stato di conservazione.
Questi ritrovamenti dimostrano l'importanza dell’area di La Rustica fin dall’epoca protostorica e la sua centralità nei processi storici che hanno interessato la formazione di Roma.

## Monumenti e luoghi d'interesse

### Architetture religiose

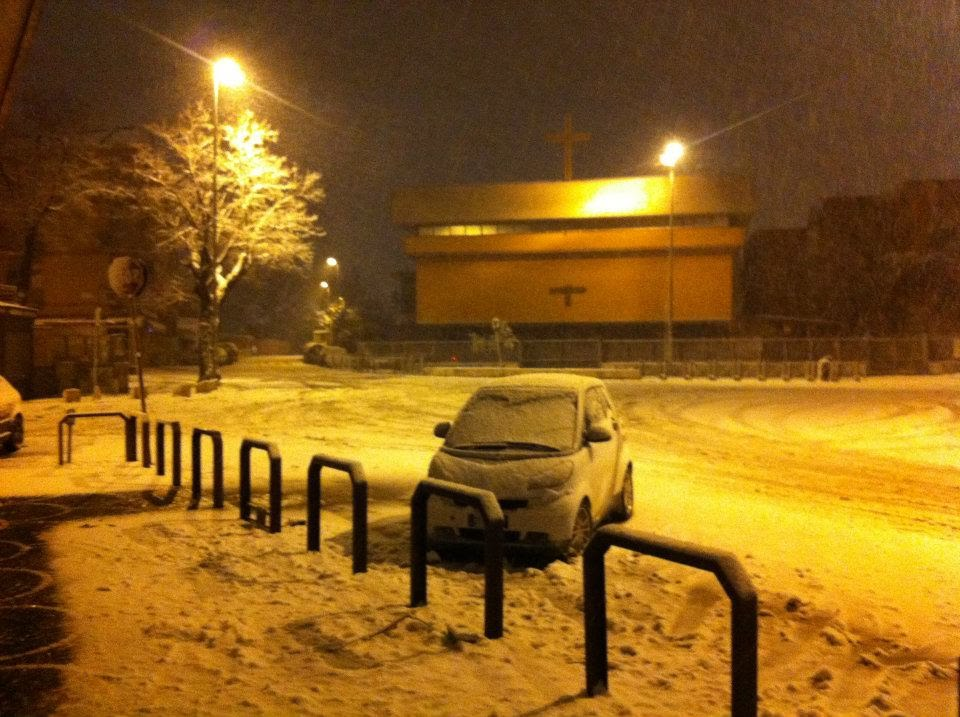
Largo Augusto Corelli durante la nevicata del febbraio 2012 con, sullo sfondo, la Chiesa di Nostra Signora di Czestochowa

- Chiesa di Nostra Signora di Czestochowa, su largo Augusto Corelli. Chiesa del XX secolo (1971).

Progetto dell'architetto Gianfranco Tonelli. All'interno è esposta copia originale dell'icona della Vergine nera di Częstochowa in Polonia.

### Siti archeologici

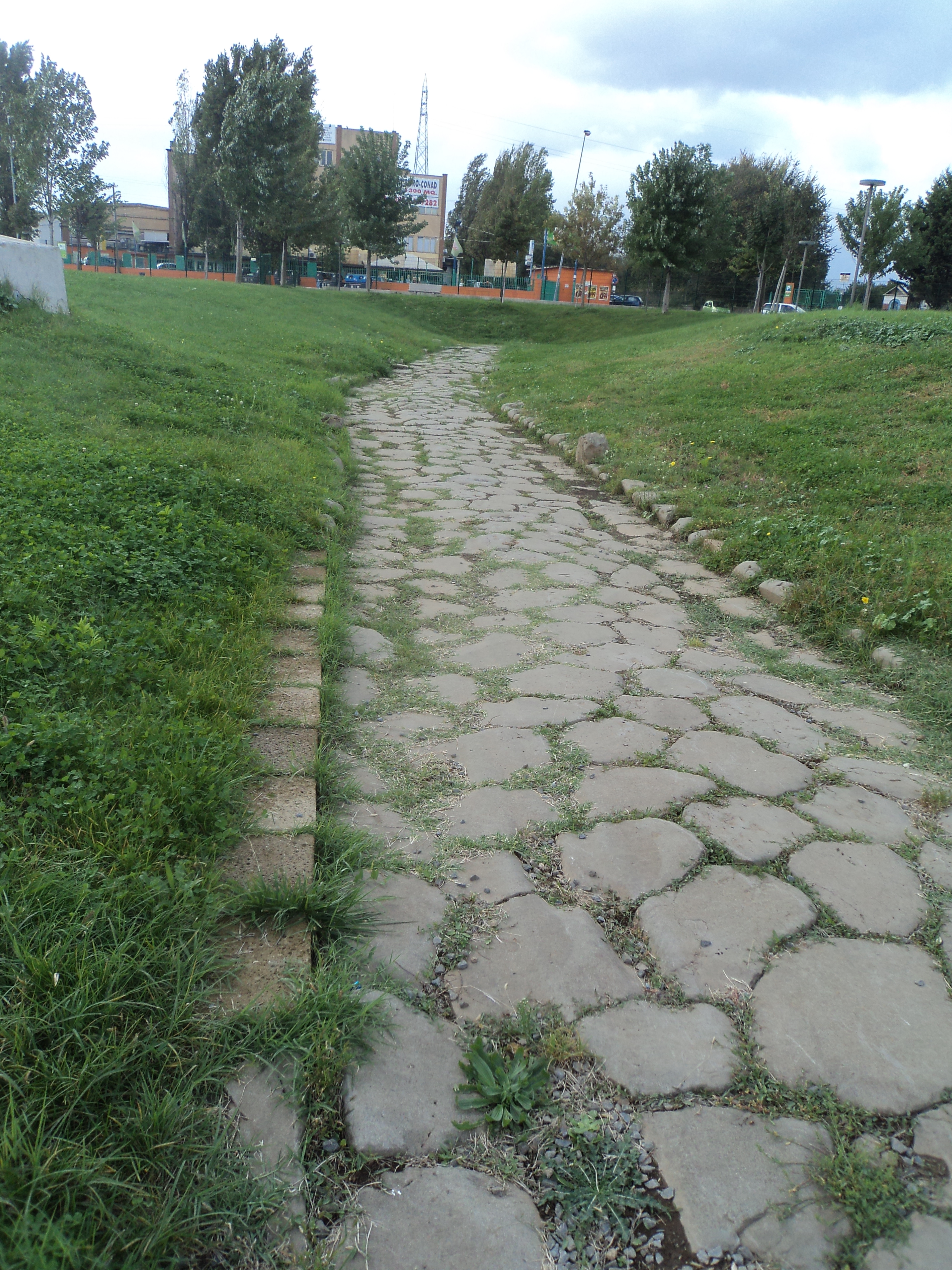
Parte della strada lastricata di epoca romana, rinvenuta nel 2011 nel parco "Fabio Montagna"

Il territorio è attraversato dall'antico Acquedotto Vergine e dall’antica Via Collatina, testimoni di una storia che affonda le radici nell’epoca arcaica. L’acquedotto, costruito nel 19 a.C. per volere di Augusto, è l’unico tra quelli di Roma ancora in funzione e oggi alimenta, tra le altre, la celebre Fontana di Trevi.
Le campagne di scavo condotte nel tempo hanno portato alla luce un intero centro proto-urbano con una necropoli, risalente alla prima metà dell'VIII secolo a.C.
Un'importante scoperta avvenne nel 2010, durante i lavori per la complanare dell'autostrada A24: oltre trecento sepolture, databili tra l'VIII e il VII secolo a.C., sono emerse dal sottosuolo. 
Tra queste, due tombe di evidente rango aristocratico hanno restituito in perfetto stato di conservazione i resti di due bighe, preziose testimonianze dell’alto status sociale dei defunti.
Questi ritrovamenti hanno permesso di identificare, tra via Amarilli e via Nerina, l’antico villaggio fortificato di Collatia, un insediamento di grande rilievo storico, di cui abbiamo già trattato (in Storia).

#### La Torre de La Rustica, resti
Risalenti al Basso Medioevo, più esattamente al XIII secolo, i resti della Torre de La Rustica, si trovano in un'area recintata tra alcuni condomini lungo via Dorinda. 
Un tempo alta almeno 6 metri, oggi appare come un cumulo di pietrame a secco (circa 3 x 3 metri) composto da blocchetti di tufo e malta, reso poco visibile dalla folta vegetazione. Secondo Quilici, la torre, costruita in calcestruzzo di selce, misurava circa 8 x 9 metri alla base e doveva essere tra le più imponenti della campagna romana. Il crollo e la distruzione attuali sono da attribuire a tempi relativamente recenti. I resti, sebbene visibili, non sono accessibili.

### Aree naturali

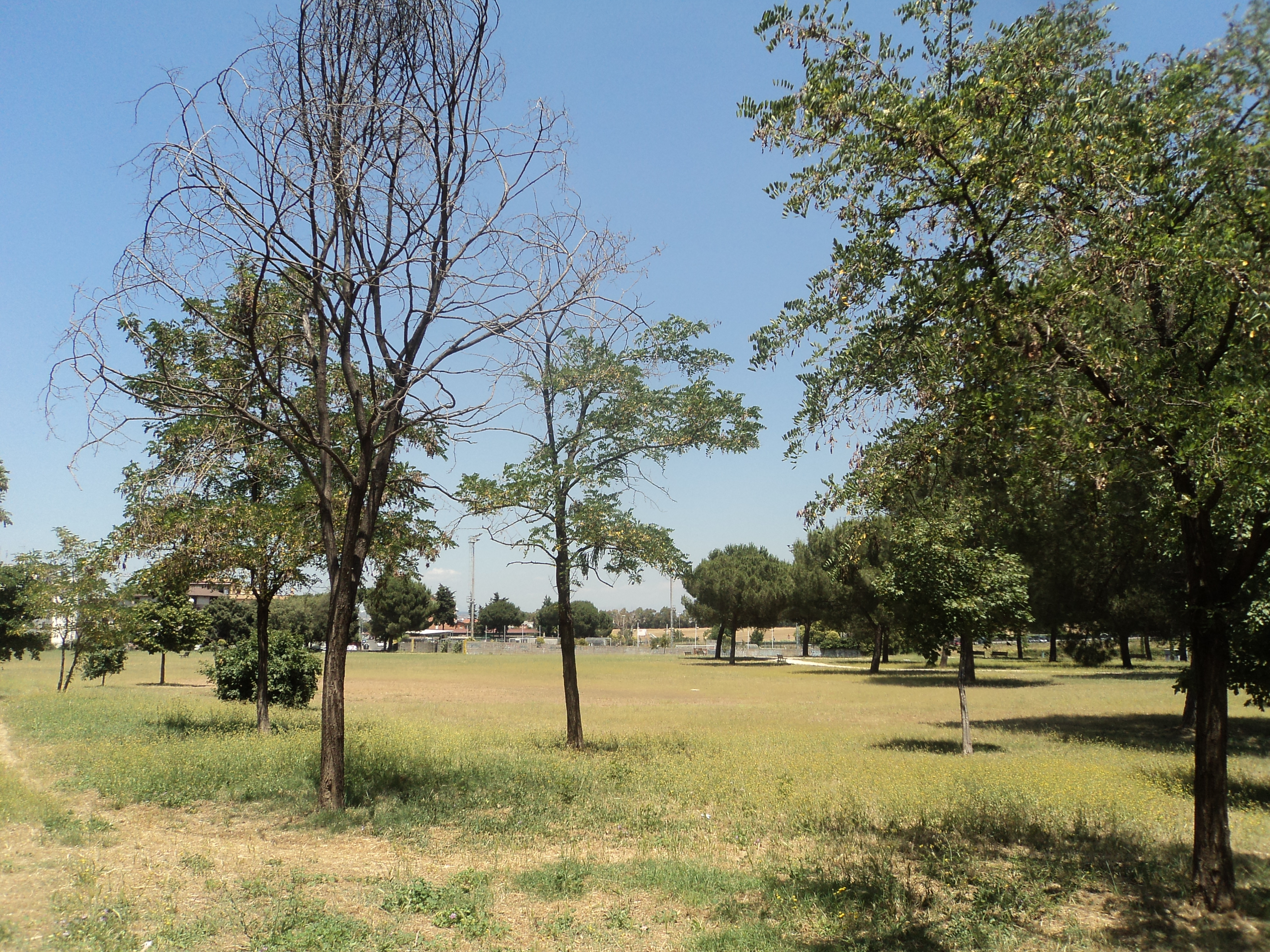
Parco "Caduti di Marcinelle"

- Parco Fabio Montagna, un parco attrezzato, dotato di aree ludiche e ricreative, nonché strumenti per le attività sportive, che si estende da via della Rustica e via Federico Turano. 41.910348°N 12.601253°E

- Parco Caduti di Marcinelle, da via Galatea e via Casalbordino. 41.912642°N 12.613964°E

Non molto distanti dal quartiere troveremo poi, diverse aree naturali e parchi attrezzati, oltre ai già citati:
- Riserva Naturale Valle dell’Aniene, un’area naturale protetta che segue tutto il corso urbano del Fiume Aniene, ideale per chi piace vivere il territorio rurale, nel caos cittadino, concedendosi delle passeggiate a piedi o in bici.
- Parco Casale della Cervelletta, un parco che ruota attorno alla centrale figura del Casale della Cervelletta, storica tenuta di Sforza, Borghese e Salviati, che costuisce non solo una ruolo di ritrovo sociale, per via delle iniziative estive di Cinema all’Aperto, ma anche di tipo culturale e gastronomico, con la lavorazione e trasformazione del miele da arnia.
- Parco del Fosso di Tor Tre Teste, un parco attrezzato tra La Rustica e Tor Sapienza, nata come opera di compensazione del progetto AV, dotato di aree ludiche e ricreative, nonché per le attività sportive. Inoltre è direttamente collegato al Parco Fabio Montagna.

## Scuola
- Istituto Tecnico di Stato per il Turismo "Livia Bottardi", su via Filiberto Petiti.
- Istituto Comprensivo "Via Aretusa 5". L'istituto comprende diversi plessi:
  - I.C. Scuola Infanzia e Primaria "Massimo Troisi", su via Aretusa.
  - Plesso di scuola secondaria di primo grado "Michele Fioravanti", su via Delia.
  - Plesso di scuola primaria "Lorena D'Alessandro", su via della Rustica.
  - Plesso di scuola dell'infanzia "La Rustica", su via della Rustica.
  - Plesso di scuola dell'infanzia "Giulietta Masina", su via Delia.
  - Plesso di scuola dell'infanzia "Fabio Montagna", su via Turano.
  - Plesso di scuola dell'infanzia "Vittorio De Sica", su via Vertunni.

## Odonimia
La maggior parte delle strade della zona sono dedicate a comuni dell'Abruzzo e del Molise, altre a pittori italiani e ninfe mitologiche.

## Infrastrutture e trasporti
- |  | È raggiungibile dalle stazioni di La Rustica Città e La Rustica U.I.R.. |

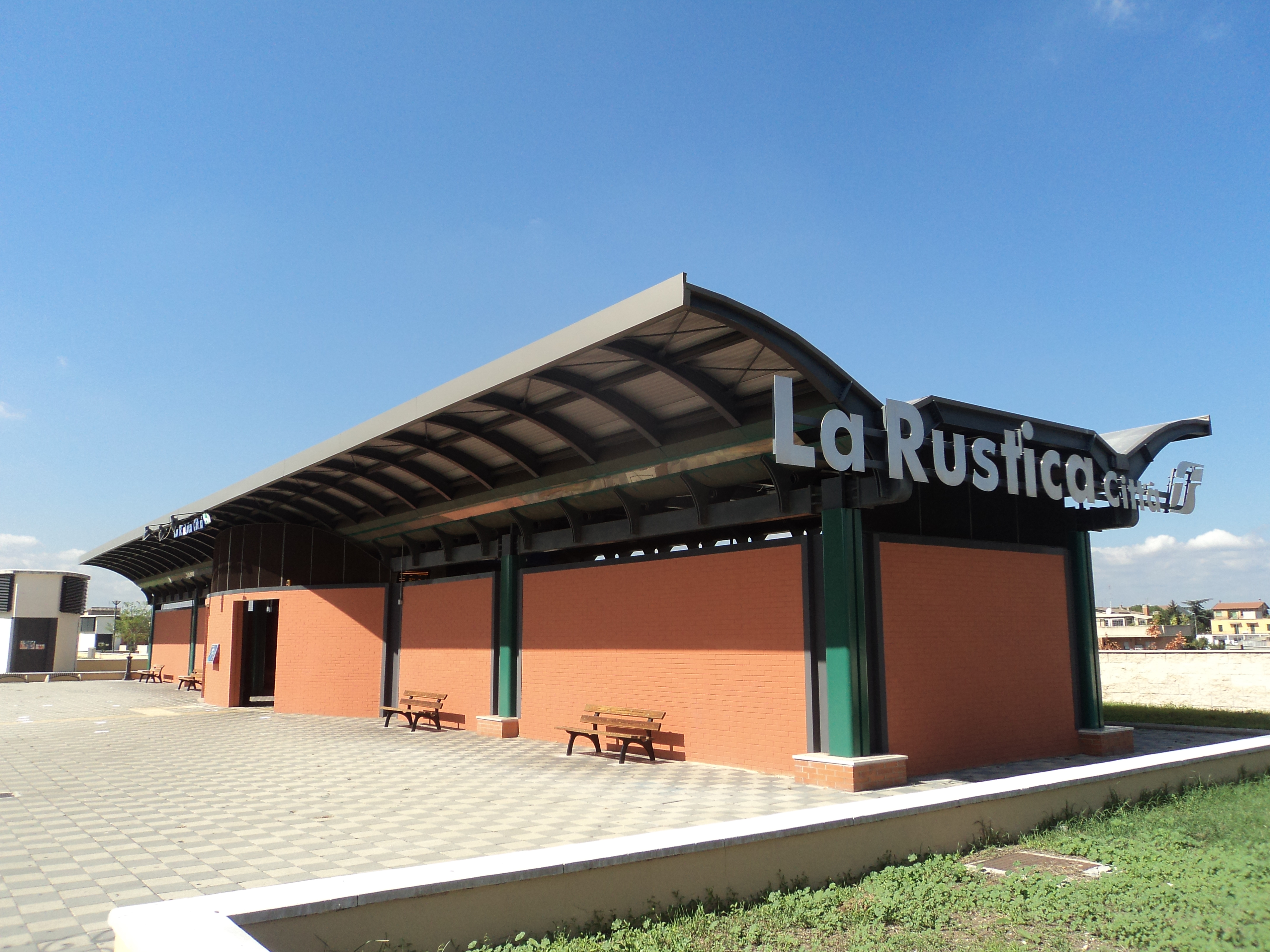
La stazione La Rustica Città, una delle due stazioni ferroviarie presenti nel quartiere

La zona è direttamente accessibile tramite gli svincoli "La Rustica" del GRA e "Tor Cervara" della A24.

## Sport
Il quartiere è rappresentato nel calcio dalla Spes Mundial, che nella stagione 2023/2024 milita in Promozione Lazio. Disputa le gare interne nel campo sportivo Nuova Rustica, in via Galatea.